# Coelurotricha
Coelurotricha este un gen de insecte lepidoptere din familia Uraniidae.

Cladograma conform Catalogue of Life:
| Coelurotricha | \| \| Coelurotricha curvilinea \| \| \| \| \| \| Coelurotricha imitans \| \| \| \| |
|               | \| \| Coelurotricha curvilinea \| \| \| \| \| \| Coelurotricha imitans \| \| \| \| |
|               | Coelurotricha curvilinea                                                           |
|               |                                                                                    |
|               | Coelurotricha imitans                                                              |
|               |                                                                                    |